# Pellenes laevigatus
Pellenes laevigatus es una especie de araña saltarina del género Pellenes, familia Salticidae. Fue descrita científicamente por Simon en 1884.
Habita en Argelia, Azerbaiyán, Irán, Irak, Israel, Líbano, Siria, Emiratos Árabes Unidos, Yemen, Islas Canarias, Bélgica, Bulgaria, Francia, Italia, Macedonia del Norte, Portugal, España, Turquía y Ucrania (Crimea).